# Ferenc Nagy (fotbalista)
Ferenc Nagy [naď] (maďarsky Nagy Ferenc; 25. června 1918 Bratislava – 1957), v Československu uváděný také jako František Nagy, byl maďarský fotbalový útočník.

## Hráčská kariéra
Bratislavský rodák hrál v československé lize za I. ČsŠK Bratislava (nynější Slovan) a po druhé světové válce krátce za SK Libeň jako repatriant. V I. lize debutoval v neděli 15. srpna 1937 v Bratislavě, kde domácí I. ČsŠK porazil pražskou Slavii 3:2 (poločas 1:1), k čemuž přispěl jedním gólem. V sezoně 1937/38 byl společně s Jozefem Luknárem nejlepším střelcem Bratislavanů s jedenácti brankami. Poslední prvoligové utkání v Československu odehrál v neděli 13. října 1946 v Kladně, kde domácí SK zvítězil nad Libní 3:1 (poločas 1:1).
V maďarské lize hrál za kluby Szolnoki MÁV SE (1939–1942 a 1943–1944), Újpesti TE (1945–1946) a Testvériség SE (1946/47). V Maďarsku dal celkem 45 prvoligových gólů. V sezoně 1940/41 vyhrál se Szolnokem maďarský pohár (uzavřel skóre finálového zápasu) a v sezonách 1945 a 1945/46 se stal s Újpesti TE mistrem Maďarska. Během druhé světové války hrál také za OAP Bratislava a Szentlőrinci AC.

### Prvoligová bilance
| Ročník          | Zápasy | Góly | Minuty | Klub               |
| --------------- | ------ | ---- | ------ | ------------------ |
| I. liga 1937/38 | 21     | 11   | 1 890  | I. ČsŠK Bratislava |
| I. liga 1938/39 | 4      | 2    | 360    | I. ČsŠK Bratislava |
| I. liga 1946/47 | 4      | 0    | 360    | SK Libeň           |
| CELKEM I. LIGA  | 29     | 13   | 2 610  |                    |